# Long Grove (Iowa)
Long Grove es una ciudad ubicada en el condado de Scott en el estado estadounidense de Iowa. En el Censo de 2010 tenía una población de 808 habitantes y una densidad poblacional de 306,45 personas por km².En el censo del año 2020 la población paso a 878 habitantes.

## Geografía
Long Grove se encuentra ubicada en las coordenadas 41°41′34″N 90°34′57″O / 41.69278, -90.58250. Según la Oficina del Censo de los Estados Unidos, Long Grove tiene una superficie total de 2.64 km², de la cual 2.64 km² corresponden a tierra firme y (0%) 0 km² es agua.

## Demografía
Según el censo de 2010, había 808 personas residiendo en Long Grove. La densidad de población era de 306,45 hab./km². De los 808 habitantes, Long Grove estaba compuesto por el 97.77% blancos, el 0% eran afroamericanos, el 0% eran amerindios, el 0.25% eran asiáticos, el 0.25% eran isleños del Pacífico, el 0.25% eran de otras razas y el 1.49% pertenecían a dos o más razas. Del total de la población el 3.34% eran hispanos o latinos de cualquier raza.
Durante este mismo período, la población del condado de Scott aumentó de 165,224 habitantes en 2010 a 173,083 (estimada) en 2020, lo que representa un crecimiento poblacional de aproximadamente el 5%.